# ماه موهاوی
ماه موهاوی (به انگلیسی: Mojave Moon) فیلمی محصول سال ۱۹۹۶ و به کارگردانی کن دولینگ است. در این فیلم بازیگرانی همچون دنی آیلو، آن آرچر، آنجلینا جولی، مایکل بین، آلفرد مولینا، جک نوثورتی، زاک نورمن و مایکل ماسی ایفای نقش کرده‌اند.